# Драгоје Лековић
Драгоје Лековић (Сивац, 21. новембар 1967) бивши је југословенски фудбалер, играо је на позицији голмана.

## Домаћа клупска каријера
Драгоје Лековић је рођен у Сивцу у Војводини у тадашњој СФРЈ. Породица му се преселила 1976. године у Бар. Почео је каријеру у Морнару из Бара. Од 1984. до 1991. бранио је у Будућности из Подгорице, тадашњи Титоград.
Једну сезону (1991-1992) је провео у Црвеној звезди. Иако је пола сезоне провео на позајмици у Могрену из Будве одиграо је те сезоне за Звезду 17 мечева и учествовао између осталог и у финалу купа тадашње СР Југославије. Финале је играно у две утакмице, на обе је за Звезду бранио Лековић, а освајач купа је био ФК Партизан.

## Репрезентација
Био је први голман омладинске репрезентације СФРЈ која је 1987. године постала првак света у Чилеу. Стицајем околности као заменик капитена тада је први подигао пехар.
За А тим СФРЈ дебитовао је 27. априла 1988. године у пријатељској утакмици (пораз 0:2) против Републике Ирске у Даблину.
Био је члан репрезентације СФРЈ на Мундијалу у Италији 1990. године и репрезентације СРЈ на светском првенству у Француској 1998. године.

## Интернационална каријера
Од 1994. године играо је за шкотски тим Килмарнок. Провео је три сезоне у Шкотској а у сезони 1996-1997 је освојио Шкотски куп победом у финалу над Фалкирком са 1:0.
1998. године је прешао у Шпанију где је играо за Спортинг из Хихона у другој дивизији као и за Малагу. Каријеру је завршио после игара у ФК АЕК Ларнака са Кипра.